# Rinaldo Capuzzi
Rinaldo Giuseppe Capuzzi (ur. 12 lipca 1904 w Brescii, zm. 1 marca 1990 w Mediolanie) – włoski strzelec, olimpijczyk.
Wystąpił na Letnich Igrzyskach Olimpijskich 1948 w jednej konkurencji, którą był karabin małokalibrowy leżąc z 50 m. Zajął w niej 54. pozycję. 

## Wyniki

### Igrzyska olimpijskie
| Igrzyska    | Konkurencja                       | Wynik                        | Miejsce | Źródło |
| ----------- | --------------------------------- | ---------------------------- | ------- | ------ |
| Londyn 1948 | Karabin małokalibrowy leżąc, 50 m | 579 pkt. (96–97–95–96–97–98) | 54      | [ 2 ]  |